# Championnat de La Réunion de football 1960
Le Championnat de La Réunion de football 1960 était la 11e édition de la compétition qui fut remportée par la JS Saint-Pierroise.

## Classement
| Rang | Équipe                   | Pts | J  | G  | N | P  | Bp | Bc | Diff |
| ---- | ------------------------ | --- | -- | -- | - | -- | -- | -- | ---- |
| 1    | JS Saint-Pierroise (T)   | 48  | 18 | 15 | 0 | 3  | 79 | 22 | +57  |
| 2    | SS Jeanne d'Arc (C)      | 41  | 18 | 8  | 7 | 3  | 50 | 34 | +16  |
| 3    | SS Saint-Louisienne      | 37  | 18 | 9  | 1 | 8  | 57 | 38 | +19  |
| 4    | SS Escadrille            | 36  | 18 | 7  | 4 | 7  | 45 | 54 | -9   |
| 5    | SS Royal Star            | 35  | 18 | 6  | 5 | 7  | 26 | 34 | -8   |
| 6    | SS Juniors Dionysiens    | 35  | 18 | 4  | 9 | 5  | 39 | 50 | -11  |
| 7    | SS Patriote              | 34  | 18 | 6  | 4 | 8  | 40 | 52 | -12  |
| 8    | SS Charles de Foucauld   | 34  | 18 | 6  | 5 | 7  | 33 | 40 | -7   |
| 9    | SS Cadets Saint-Pierrois | 32  | 18 | 4  | 6 | 8  | 27 | 42 | -15  |
| 10   | SS Excelsior             | 26  | 18 | 3  | 3 | 12 | 31 | 61 | -30  |

|  | Barrage contre le 2e de D2 |
|  | Relégation en 2e division  |

### Barrage pour la relégation
Le 9e de D1 affronte le second de deuxième division pour une place en D1, la saison suivante.
- SS Cadets Saint-Pierrois (D1) 5–0 SS Jeunesse Musulmane (D2)

Le SS Cadets Saint-Pierrois reste en D1, le SS Jeunesse Musulmane reste en D2.